# Паллис, Александрос
Александрос Паллис (греч. Αλέξανδρος Πάλλης, 1851, Пирей — 1935, Ливерпуль) — греческий димотический поэт.

## Литературная и общественная деятельность
Александрос Паллис - один из наиболее деятельных сторонников «димотики» (литературного новогреческого языка, основанного на народном языке). Богатый купец предоставил Паллису крупные суммы для пропаганды димотичного языка, субсидировал димотический журнал «Нумас», создал библиотеку книг, изданных димотикой. Эти книги также рассылались бесплатно всем желающим.
Паллис также активно боролся за создание димотичной жизнеспособной новогреческой литературы как одного из факторов возрождения и поднятия общего культурного уровня народа и создания новой культуры. Чрезвычайно характерным было то, что в «серию полезных книг на родном языке» Паллис в первую очередь включил Евангелие и Новый завет.
В 1901 году афинская газета «Акрополь» напечатала перевод Евангелия с древнегреческого на новогреческий с элементами димотики, выполненный Александросом Паллисом. Это привело к массовым выступлениям студентов и профессуры — «евангелика». На дом газеты неоднократно нападали. Закончилось это тем, что полиция открыла огонь в ходе массовых беспорядков в пропилеях Афинского университета, погибли восемь человек.
Основные художественные произведения Паллиса - сборник «Стихи для детей», 1894, состоящий из оригинальных стихотворений и переделов с английского; книга «Тамбурас и Конанос» - лирические стихи, написанные под влиянием народных песен; ряд детских и сатирических стихов, «Пустые орехи» - сборник статей по вопросам языка, сборник путевых впечатлений «Брусос» и другие.
Однако главным трудом Паллиса считаются перевод на димотику «Илиады» Гомера, выполненный в стиле новогреческих народных песен. Перевод Паллиса - один из лучших переводов «Илиады». Кроме того, им переведены некоторые произведения других древнегреческих писателей и пьесы Шекспира.
В 1922 году Александрос Паллис назначен ответственным за вывоз понтийских греков, уцелевших после геноцида 1916-1923 годов в Грецию. К тому времени он возглавлял греческую миссию Красного креста.